# Рёункаку

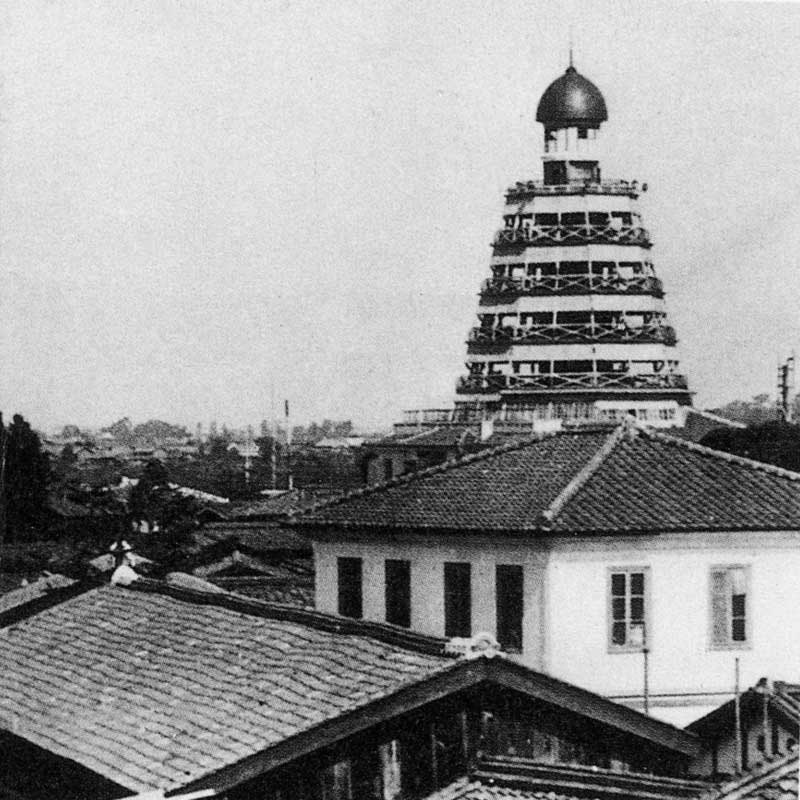
Вид «северной девятиэтажки» – небоскрёба рёункаку в Осаке

Рёункаку (яп. 凌雲閣 рё:ункаку, башня [высотой] до небес, заоблачная башня) – высотные здания с обзорными площадками в Токио и Осаке, построенные в эпоху Мэйдзи. Небоскрёб рёункаку в Осаке был построен в 1889 году, высотой он достигал 39 метров и насчитывал 9 этажей. Второй небоскрёб рёункаку был построен в Токио в 1890 году, он достигал в высоту 52 метра и имел 12 этажей. Ныне оба здания не существуют.  

## История
Рёункаку в Токио был первым небоскребом в Японии в западном стиле. Он стоял в районе Асакуса бывшего города Токио (ныне район Тайто, префектура Токио), поэтому второе название башни – Асакуса Дзю:никай (яп. 浅草十二階, двенадцатиэтажка Асакусы). Здание было электрифицировано и оснащено первым в Японии электрическим лифтом.
После открытия 11 ноября 1890 года небоскрёб Рёункаку быстро стал визитной карточкой и новым символом района Асакуса. Это был крупный развлекательный комплекс для посетителей со всего Токио. После землетрясения 1894 года, которое ослабило прочность здания, несущую конструкцию усилили стальными балками. Однако великое землетрясение Канто 1 сентября 1923 года разрушило верхние этажи и так сильно повредило всю башню, что её пришлось полностью снести 23 сентября 1923 года.
Небоскрёб рёункаку в Осаке был построен на год раньше высотки в Токио – в 1889 году. Это девятиэтажное здание находилось на территории городского сада Юракуэн (яп. 有楽園 ю:ракуэн) в северной части города, в посёлке Китано района Нисинари (ныне район Кита, город Осака).  В противоположность обзорной башне из пяти этажей на юге Осаки, прозванной в народе «южная пятиэтажка» (яп. ミナミの5階 минами-но гокай), новый осакский небоскрёб стали называть «северной девятиэтажкой» (яп. キタの九階 кита-но-кю:кай). Осакский небоскрёб рёункаку был снесён в начале периода Сёва.

## Архитектура и технология

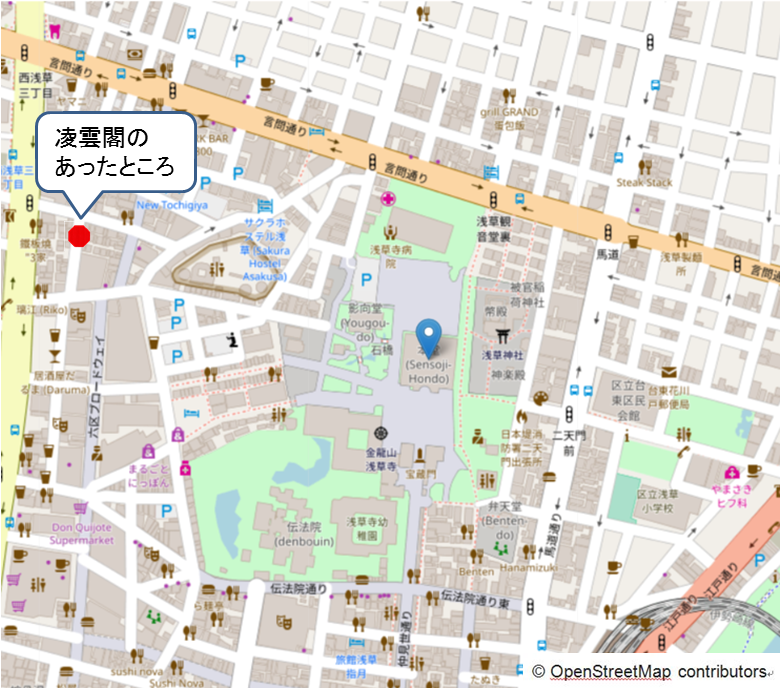
Карта места, где раньше был Рёункаку. Рёункаку отмечен ярко-красной точкой (созданная на основе OpenStreetMap).

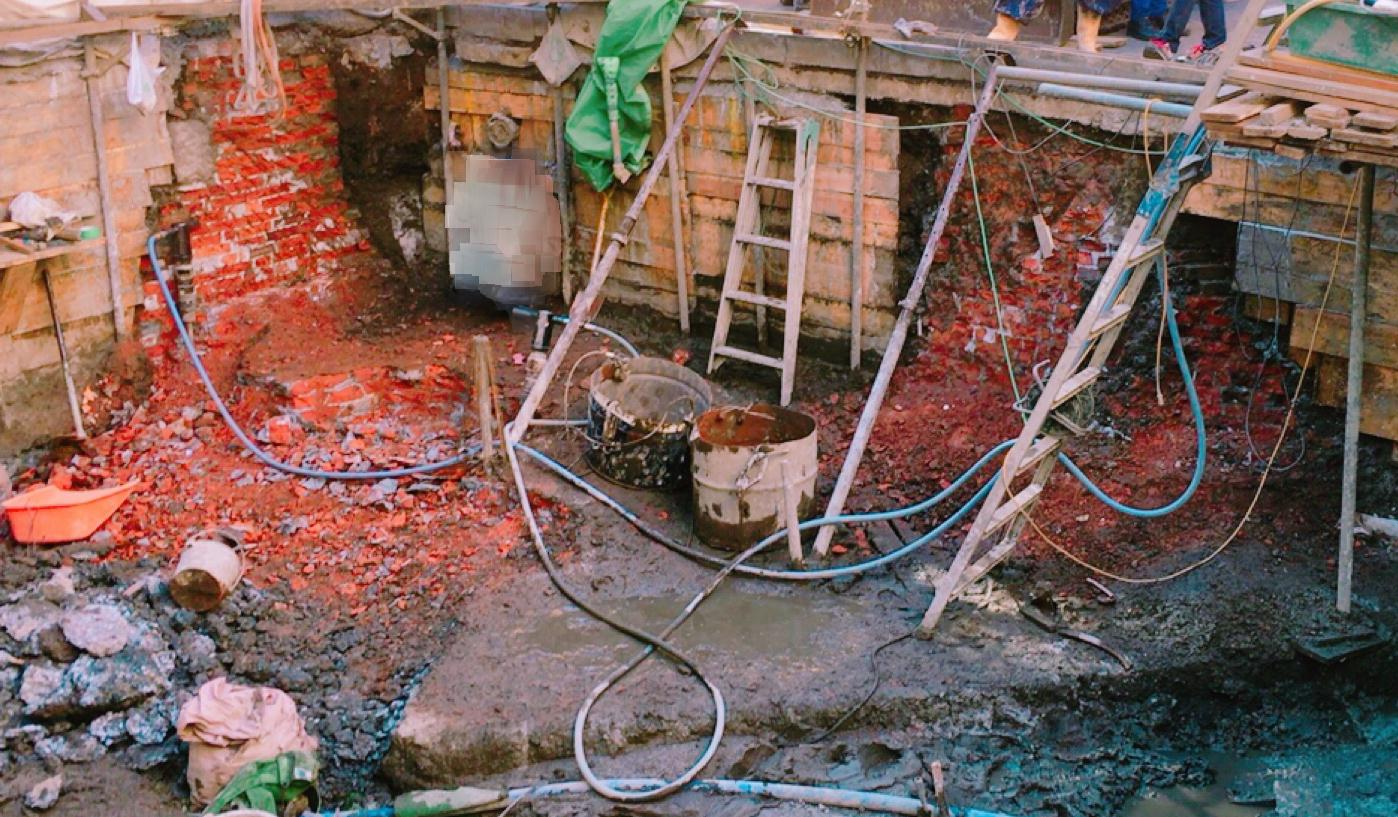
Фундамент Рёункаку. Он был обнаружен во время строительных работ в начале 2018 года.

Рёункаку в Токио был спроектирован шотландским инженером Уильямом Киннинмондом Бёртоном в конце 1880-х годов, вскоре после его прибытия в Японию. Это была башня в стиле ренессанс высотой 67 метров, выполненная из красного кирпича с деревянным каркасом. При этом при повторном измерении высоты здания в 1921 году высота башни вместе со шпилем оказалась 52 метра, однако некоторые исследователи полагают, что во время повторного замера шпиль и некоторые другие элементы всё же не были учтены. 
Все 12 этажей были электрифицированы. Здание также было оснащено двумя электрическими лифтами, спроектированными инженером Фудзиокой Итисукэ . Лифты ходили с 1 по 8 этаж и вмещали до 10 человек каждый. Лифты, установленные в небоскрёбе, считаются первыми лифтами в Японии. Однако из-за поломок уже через полгода лифты прекратили эксплуатировать.

## Использование здания

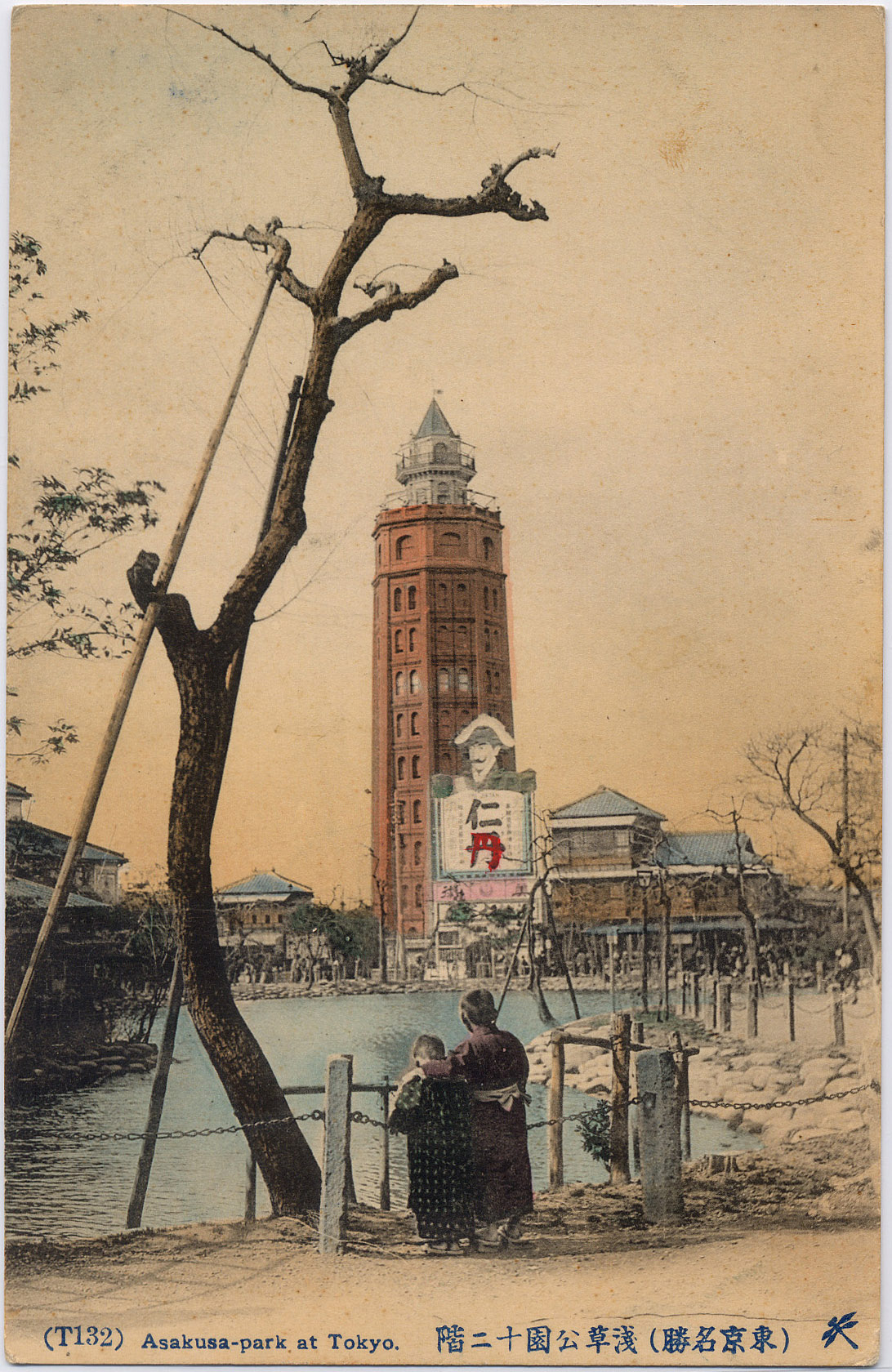
Рёнкаку с рекламным щитом препарата «Дзинтан»

В токийском Рёункаку со второго по седьмой этажи располагалось 46 магазинов, торгующих товарами со всего мира. На восьмом этаже была комната отдыха, а художественные выставки проходили на девятом этаже. На этажах с 10 по 12 находились смотровые площадки. Оттуда можно было увидеть весь Токио, а в ясный день также гору Фудзи. В Рёункаку проводилось много художественных и культурных мероприятий, в том числе концерты западной музыки, выставки фотографий, конкурсы красоты и т.д. В башне была известная лавка ксилографий для популярной японской настольной игры сугороку.

## Рёункаку в литературе
С ростом популярности Рёункаку название небоскрёба стало появиляться и в литературных произведениях известных авторов того времени, таких как Дзюнъитиро Танидзаки, Такубоку Исикава, Хакусю Китахара и Mitsuharu Kaneko.
Упоминается в рассказе «Путешественник с картиной» Эдогава Рампо.

## Интересные факты
- На щите перед рёункаку в Токио  была размещена  реклама японского лекарственного средства «Дзинтан» от заложенности носа и для облегчения дыхания. Мятные леденцы «Дзинтан» продаются в Японии и в настоящее время.
- В музее Эдо-Токио есть макет башни Рёункаку в масштабе 1/10.

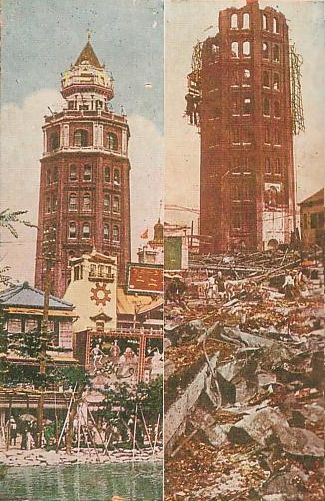
Рёункаку в Асакусе до и после землетрясения
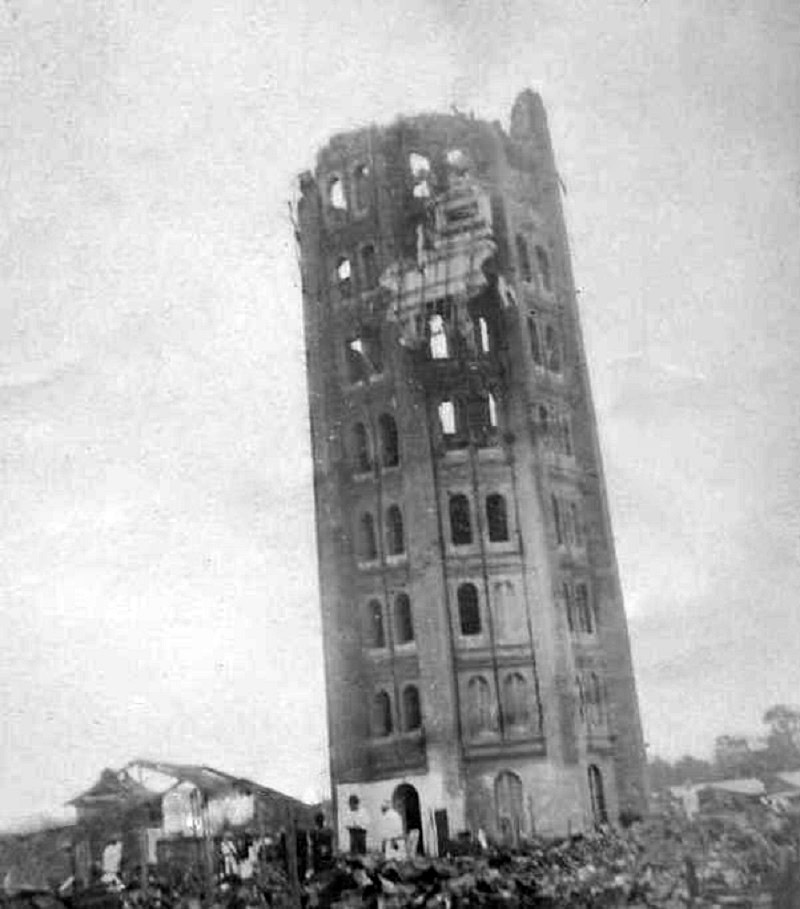
Полностью разрушенный Рёункаку после землетрясения
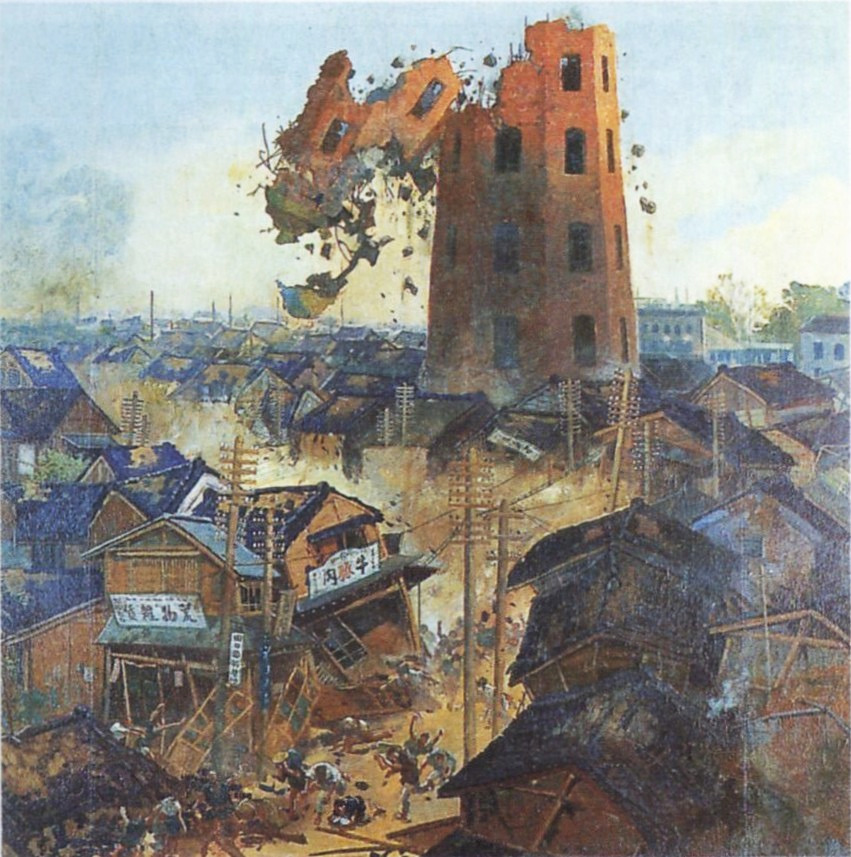
Токунага Рюсю «Первый толчок. Разрушение двенадцатиэтажки»